# Mošusna patka
Mošusna patka (Cairina moshcata) je velika patka podrijetlom iz Sjeverne i Južne Amerike. U prirodi je u crnoj boji dok se u domaćinstvima može pronaći u mnogo boja, neke od njih su bijela, crno bijela, siva itd.
Iako je mošusna patka tropska ptica, ona se dobro prilagođava hladnijim klimama. Sposobna je preživjeti -12 °C i hladnije uvjete.

## Opis
Mošusna patka dosta se razlikuje od ostalih vrsta patka. Dobro leti i pliva iako joj za uzgajanje nije potrebna voda za kupanje. Tijelo joj je masivno, dugačko i plitko te se nosi se vodoravno. Na glavi ima karakteristične masne izrasline crvene boje koje su kod mužjaka više razvijene. Na repu mužjak nema kovrčavih pera kao što je to kod nekih drugih vrsta.

## Razmnožavanje
Mošusnoj patki instinkt ležanja dobro je razvijen te je ona odlična i brižna majka. Jaja voli kriti te će si gnijezdo napraviti negdje skriveno u nekoj duplji ili u šikari (voli zauzimati tuđa gnijezda). Gnijezdo će obložiti svojim paperjem, lišćem i travom te će 8 do 16 jaja inkubirati 35 do 37 dana nakon kojih će se razviti mladi potrkušci. Tijekom inkubiranja ženka će često izlaziti iz gnijezda kako bi popila vode te kako bi se najela, jaja će pokriti svojim paperjem kako bi bila zaštićena od grabežljivca te kako bi im ostala topina koju im je predala. Mladi su vrlo napredni, brzo rastu i dobivaju perje. Za 2 mjeseca postaju samostalni a ženka se priprema za novo leglo. Godišnje imaju do 2 legla.

## Vanjske poveznice
- Muscovy Duck
- Cairina moschata (Linnaeus, 1758)

### Ostali projekti
|  | Zajednički poslužitelj ima stranicu o temi Cairina moschata    |
|  | Zajednički poslužitelj ima još gradiva o temi Cairina moschata |
|  | Wikivrste imaju podatke o taksonu Cairina moschata             |